# كارل سومر
كارل سومر (بالإنجليزية: Carl Sommer)‏ هو كاتب وشخصية أعمال أمريكي، ولد في 7 أكتوبر 1930.